# الكمال (فلم 2018)
الكمال (بالإنجليزية: The Perfection) فيلم رعب نفسي أمريكي لعام 2018 من إخراج ريتشارد شيبرد، من سيناريو شيبرد ونيكول سنايدر وإريك سي شارميلو، وتمثيل النجوم أليسون ويليامز ولوجان براوننج وستيفن ويبر. كان عرضه العالمي الأول في مهرجان فانتاستيك Fantastic Fest في 20 سبتمبر 2018، واصدرته شركة نيتفليكس في 24 مايو 2019.

## طاقم التمثيل
- أليسون ويليامز: في دور شارلوت ويلمور

- مولي جريس: في دور يونغ شارلوت

- لوجان براوننج: في دور إليزابيث «ليزي» ويلز

- ميلا طومسون: في دور يونغ ليزي

- ستيفن ويبر: في دور أنطون (رئيس أكاديمية باخوف)

- ألينا هوفمان: في دور بالوما (زوجة أنطون)

- مارك كاندبورج: في دور ثيس

- جرايم دافي: في دور جيفري

- إيلين تيان: في دور تشانغ لي[4]

## أحداث الفيلم
تصاب والدة عازفة الكمان شارلوت ويلمور بسكتة دماغية خطيرة، وتترك الفتاة حياتها المهنية الواعدة لتعتني بوالدتها. عندما توفيت والدتها بعد سنوات، اتصلت شارلوت بمعلمها أنطون (ستيفن ويبر) من أكاديمية باتشوف في بوسطن، وزوجته بالوما. تسافر إلى شنغهاي لمقابلة المعجزة الجديدة إليزابيث «ليزي» ويصادقان بعضهما البعض. ليزي في إجازة ويذهبان إلى ملهى ليلي ويشربان كثيرًا ويمارسان الجنس في غرفة شارلوت. تدعو ليزي شارلوت للسفر معها في إجازة ويسافران معًا بالحافلة. لكن سرعان ما تحدث أشياء غريبة في بداية رحلة غريبة مع العديد من التقلبات.

## استقبال الفيلم
حصل الفيلم على موقع الطماطم الفاسدة على تقييم مقداره 71% بناء على آراء 93 ناقد سينمائي.
حصل الفيلم على موقع ميتاكريتيك على تقييم مقداره 60% بناء على آراء 15 ناقد.

## وصلات خارجية
- الكمال  في قاعدة بيانات الأفلام على الإنترنت (بالإنجليزية)